# Węglewice (powiat wieruszowski)
Węglewice – wieś w Polsce położona w województwie łódzkim, w powiecie wieruszowskim, w gminie Galewice.
W latach 1975–1998 miejscowość należała administracyjnie do województwa kaliskiego.
W 2011 roku w Węglewicach mieszkały 484 osoby.
W Węglewicach znajdowała się Szkoła Podstawowa im. Henryka Sienkiewicza. Została zlikwidowana w 2021 roku decyzją rady gminy.

## Części wsi
| SIMC    | Nazwa         | Rodzaj      |
| ------- | ------------- | ----------- |
| 0197741 | Bocian        | osada leśna |
| 0197758 | Głowinkowskie | osada       |

## Zabytki
Według rejestru zabytków Narodowego Instytutu Dziedzictwa na listę zabytków wpisany jest obiekt:
- kościół parafialny pw. Świętej Trójcy, drewniany, 1808-10, nr rej.: 326 z 30.12.1967